# Opus vermiculatum

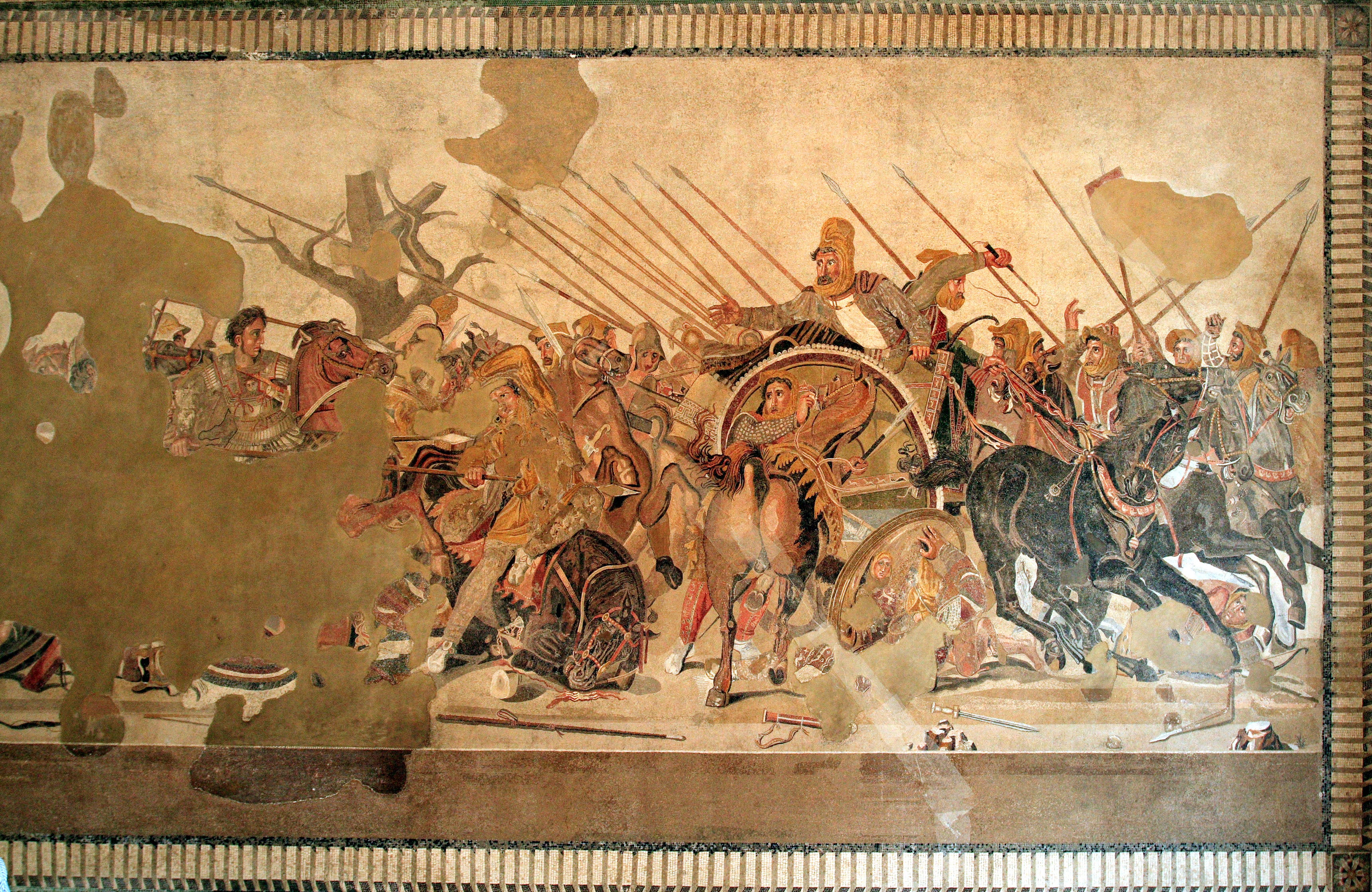
Mosaico della battaglia di Isso
(Museo Archeologico Nazionale di Napoli)

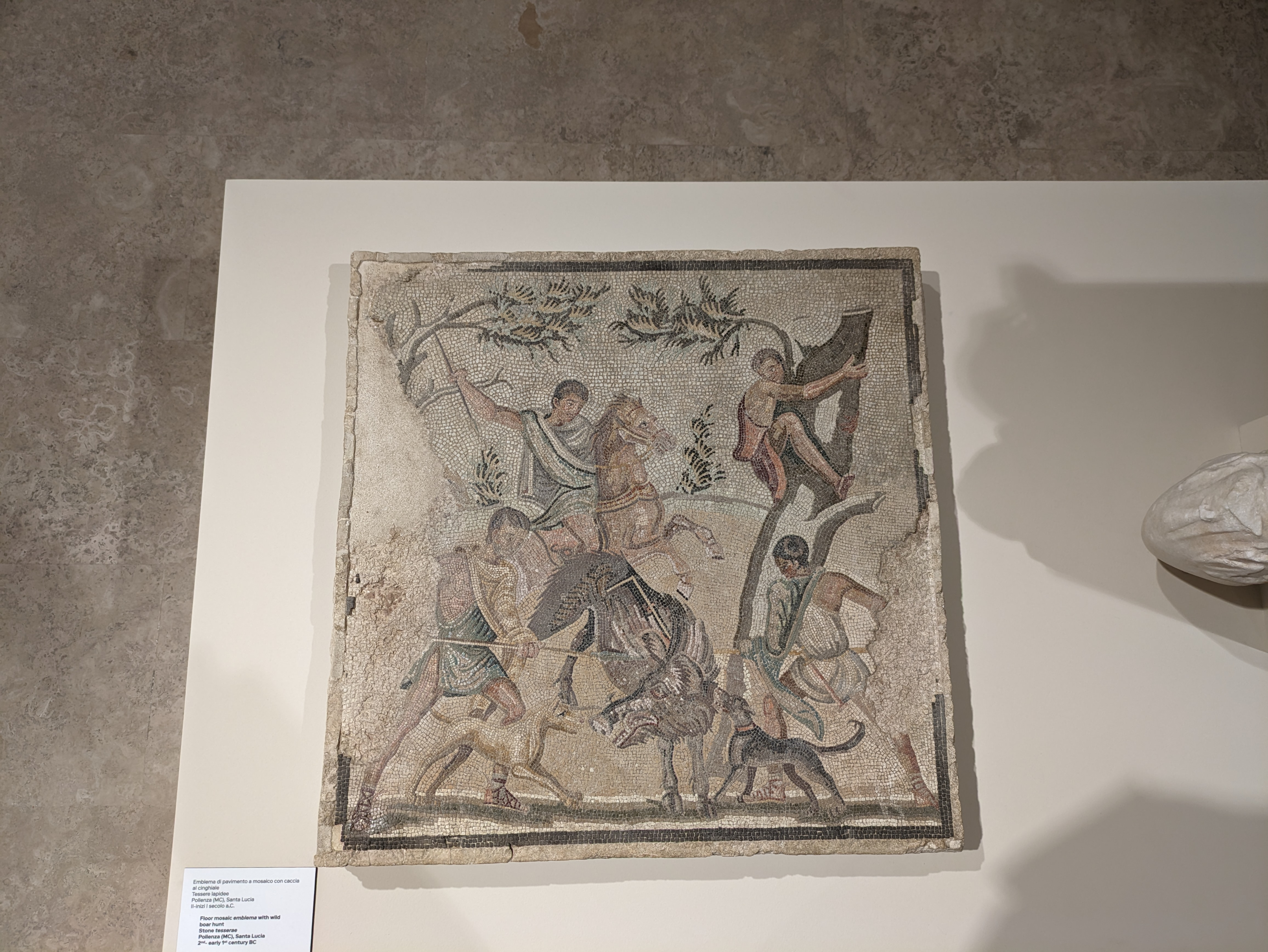
Mosaico in Opus vermiculatum con scena di caccia al cinghiale (Museo archeologico nazionale delle Marche)

Opus vermiculatum è un tipo di mosaico antico caratterizzato da piccole tessere che, disposte in maniera asimmetrica, seguono il contorno delle immagini. Le tessere impiegate, di forma e colori diversi, possono avere dimensioni che variano dai 4 mm fino ad un solo millimetro.
Il primo esempio di questa tecnica risale al 200 a.C. e raffigura la personificazione della città di Alessandria d'Egitto, opera esposta al Museo greco-romano di Alessandria d'Egitto.
Molti mosaici in opus vermiculatum sono stati rinvenuti negli scavi archeologici di Pompei; tra questi il famoso mosaico della Battaglia di Isso, scontro militare tra Alessandro Magno e Dario III di Persia, esposto nel Museo archeologico nazionale di Napoli, che ha tessere di 2 mm.

## Etimologia
Il nome vermiculatum deriva dal latino vermiculus, vermicello, in riferimento alla sottigliezza e anche alla forma a volte ondulata della linea di contorno che caratterizzava questo tipo di mosaico.